# Armeria choulettiana
Armeria choulettiana är en triftväxtart som beskrevs av Auguste Nicolas Pomel. Armeria choulettiana ingår i släktet triftar, och familjen triftväxter. Inga underarter finns listade i Catalogue of Life.